# Biskop Hans Brasks släktbok
Biskop Hans Brasks släktbok är en av de äldsta bevarade släktböckerna från svensk medeltid, ursprungligen författad av biskop Hans Brask, och utgörs idag av kopierad avskrift som gjordes åt Per Brahe den äldre. 
År 1970 utgav Personhistoriska samfundet genom Hans Gillingstam och Göran Setterkrans handskriften "Genealogica 2", nu i Riksarkivet. Vid undersökningar har den visat sig vara en avskrift av en ej längre bevarad släktbok över Brask. Kunskapen om det senmedeltida svenska högfrälset har därmed berikats samt även de lägre socialgruppernas släktförhållanden inom Linköpings stift.